# 7059 Van Dokkum
7059 Van Dokkum este o planetă minoră (asteroid) din centura de asteroizi. A fost descoperită pe 18 septembrie 1990 la Observatorul Palomar de Henry E. Holt și a fost numită după Pieter van Dokkum⁠(d). 
Obiectul prezintă o orbită caracterizată de o semiaxă mare de 2,2030532 UAi, o excentricitate de 0,1700602, o înclinație de 3,80684 ° în raport cu ecliptica.